# Mixolydisk
En mixolydisk skala er den skala, der hører til en mixolydisk toneart, som er en af kirketonearterne. Den er identisk med en durskala med sænket 7. trin.
Man kan også sige at en mixolydisk skala er ligesom en durskala, men med 5. trin som grundtone. F.eks. er C-dur alle de hvide tangenter på klaveret fra ét C til C'et en oktav over eller under.
Tager man G (5. trin i C-dur) som grundtone og spiller udelukkende på de hvide tangenter, altså fra G til G, har man så en G-mixolydisk skala:
Den mixolydiske toneart er ikke så anvendt som dur og mol men bliver dog benyttet for eksempel i afslutningsrundgangen af Hey Jude.
Allegro-satsen i Carl Nielsens fjerde symfoni indeholder også en mixolydisk frase: